# Rafael Luis Rafiringa
Rafael Luis Rafiringa (en francés: Raphaël Louis Rafiringa; nacido Firinga; Antananarivo, 1 de mayo de 1856 - Fianarantsoa, 19 de mayo de 1919) fue el primer religioso malgache de la congregación de los Hermanos de las Escuelas Cristianas, beatificado en 2009 por el papa Benedicto XVI.

## Biografía

### Origen y formación
Firinga nació en Antananativo (Madagascar) el 1 de mayo de 1856. Su padre, Rainiantoandro, era un importante funcionario de la reina Ranavalona I de Imerina (Hoy Madagascar), era el capitán del comando de los esclavos y pertenecía a la tribu de los Hova, nobles de sangre. Su primera educación la tuvo con los hechiceros de la reina.
En 1866, Firinga se encontró con tres misioneros de la congregación de los Hermanos de las Escuelas Cristianas, a quienes identificó como unos nuevos hechiceros. Al conocer las enseñanzas de los religiosos, decidió bautizarse a la edad de 14 años, en 1869. Fue allí donde tomó el nuevo nombre, Rafael, y añadió a su antiguo nombre Firinga, la partícula Ra que significa «Señor».

### Religioso de la Salle
Años después de su formación cristiana, Rafael decide entrar a la congregación de La Salle, y se convierte en maestro de la escuela que los Hermanos habían fundado en Antananarivo. Entre 1883 y 1886, durante la expulsión de los misioneros extranjeros de Madagascar, el hermano Rafael fue encargado por la incipiente comunidad cristiana de llevar el liderazgo de la iglesia malgache. Asumió la responsabilidad con la ayuda de Victoria Rasoamanarivo, hija del primer ministro y convertida al cristianismo a pesar de la oposición de su familia.
En 1885, por un tratado de paz entre Madagascar y Francia, cuando los misioneros pudieron regresar a la isla, encontraron una comunidad cristiana fuerte y numerosa, gracias a la labor de Rafael y de Victoria.
En noviembre de 1889, Rafael emitió sus votos perpetuos. Luego de lo cual, se dedicó a una intensa labor literaria, con la que defendía los derechos de la Iglesia católica en su país. Compuso varias obras de didáctica general para las escuelas cristianas y algunas obras de carácter religioso. Alcanzó tanto prestigio que fue nombrado miembro de la Academia de Madagascar y fue condecorado con la medalla al valor civil.

### Encarcelamiento y liberación
Rafarini fue acusado de pertenecer a la Sociedad Secreta Nacionalista, por lo que fue encarcelado y procesado, bajo el cargo de complot contra el Estado. Sin embargo, al demostrarse lo infundado de la acusación, fue liberado.
El período pasado en la cárcel quebrantó su salud, de tal manera que fue enviado por sus superiores a la casa de los Hermanos de la Salle en Fianarantsoa, donde murió en 1919. En 1933 sus restos mortales fueron trasladados a la catedral de Antananarivo.
Rafael Rafiringa fue beatificado por el papa Benedicto XVI, el 7 de junio de 2009. La ceremonia de beatificación se llevó a cabo en la ciudad de Antananarivo.